# صدارت عظمای آلمان
صدارت عظمای آلمان (آلمانی: Bundeskanzleramt ,  </img>، یا صدارت عظمای فدرال) سازمانی است که به عنوان دفتر اجرایی صدراعظم آلمان، رئیس دولت فدرال، که در حال حاضر اولاف شولتس است فعالیت می‌کند. وظیفه اصلی صدارت عظمی این است که به صدراعظم در هماهنگی فعالیت‌های دولت فدرال کمک کند. رئیس صدارت عظمی (Chef des Bundeskanzleramtes) دارای رتبه یا وزیرمشاور (Staatssekretär) یا وزیر فدرال (Bundesminister) است که در حال حاضر در اختیار هلگه براون است. مقر صدارت عظمای آلمان در ساختمان صدارت عظمای فدرال در برلین است که بزرگترین مقر حکومتی در جهان است.

## نگارخانه

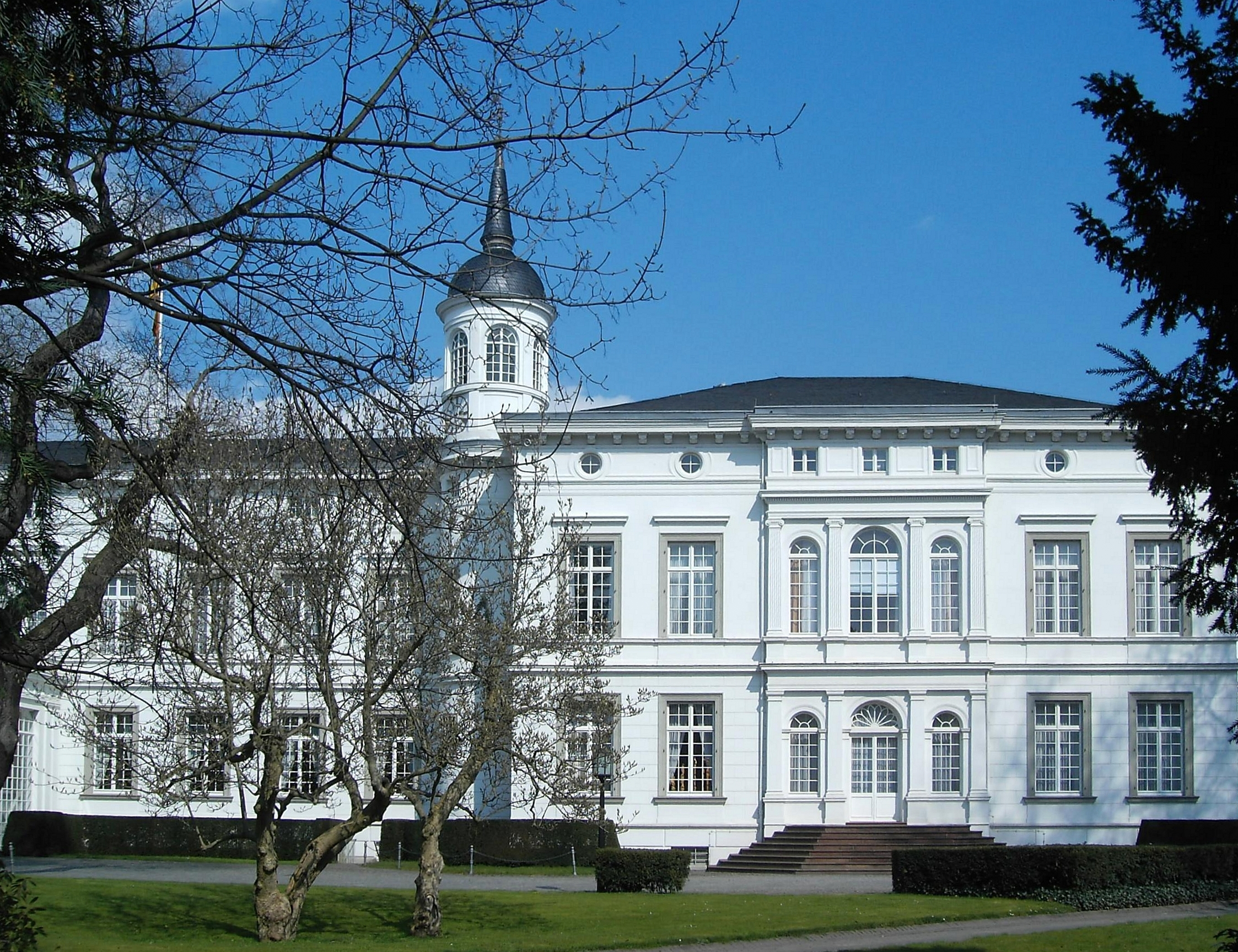
پاله شاومبورگ، ساختمان صدارت عظمی در شهر بن
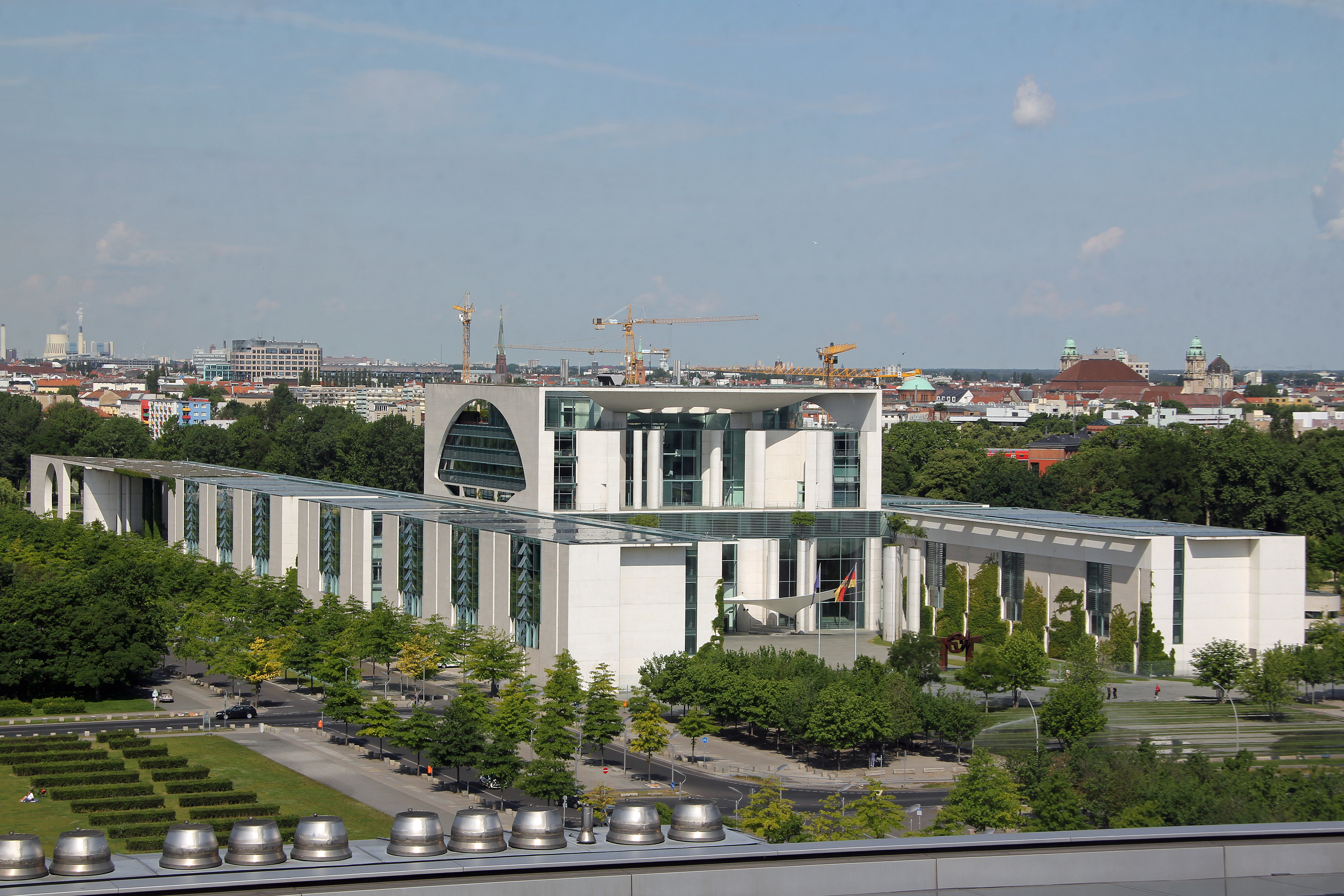
صدارت عظمی در برلین، نما از رایشتاگ
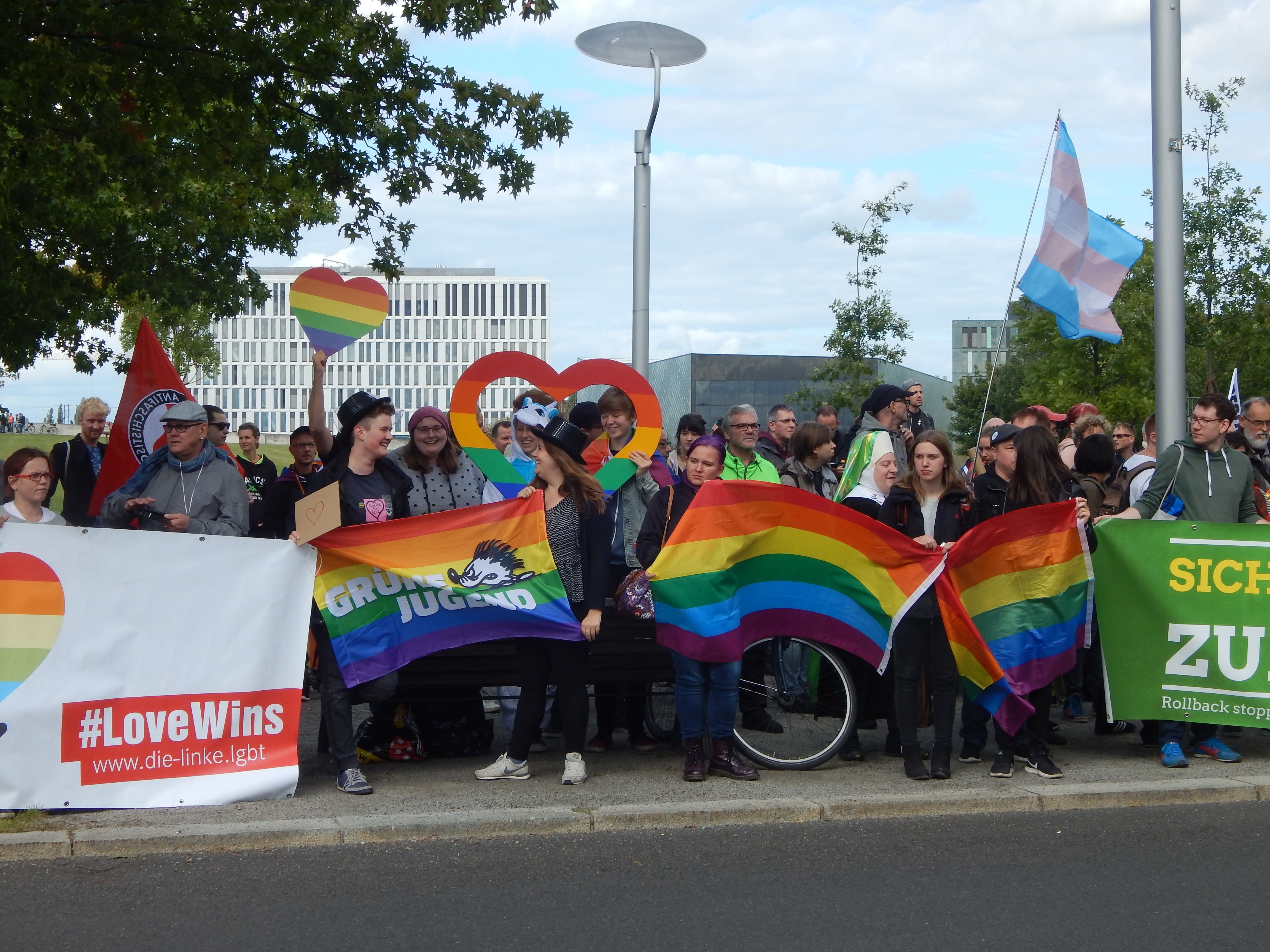
تجمع حامیان ازدواج همجنس در آلمان مقابل صدارت عظمای آلمان